# イーエスピー
株式会社イーエスピー（英: ESP Co.,Ltd.）は、ギターを中心とする楽器製造および音楽関連事業、音楽教育事業などを展開する日本の企業である。

## 概歴
日本楽器製造を経てフジゲンでグレコの設計を担当する椎野秀聰が、渋谷尚武、moon創業者のMoony K Omoteらと共にギターメーカーとして1975年に創業した。
医院を改装した渋谷のショップに森園勝敏、石間秀機、高中正義、大村憲司、徳武弘文、土屋昌巳らが訪れるなど経営は順調で、1977年に椎野とMoonyが退職して渋谷が代表を継いだ。1981年にアメリカへ進出し、ギターメーカーのKramerなどにボディやネックをOEMで供給した。1980年代のジャパニーズヘヴィメタルブームで業績が躍進し、Charはシグネチャーモデルを認め、ラウドネス、アクションなど多数のグループがギターを愛用する。
ジャーニーのニール・ショーンのダブル・ネックギターを製作して注目され、ドッケンのジョージ・リンチ、キッスに在籍していたブルース・キューリック、メタリカのジェイムズ・ヘットフィールド、カーク・ハメットらが使用して知名度が向上した。
アパレルブランドのPEACE MAKERとデザインをコラボレーションした楽器、『ドラえもん』のイラストが施されたギター、『機動戦士ガンダム』のビームライフル形状のギターなど、旧来の楽器のイメージにとらわれない異種メディアともコラボレーションしている。
THE ALFEEの高見沢俊彦が変形ギターを発注するメーカーとしても広く知られている。

## 主な製品

### オリジナル・モデル
英語版 List of guitars manufactured by ESP, Category:ESP electric guitarsも参照
HORIZON
ESPの代表的なモデルのひとつであるディンキー系ボディのエレキギター。過去に様々なタイプのモデルが数多く存在していたが、現在のラインナップは、最高位にあたるHORIZON-CTM（カスタム）とアルダーボディーのスルーネック構造でフロイド・ローズ搭載のHORIZON-I、マホガニーボディーでノントレモロブリッジのHORIZON-II、HORIZON-Iの発展系で、これまでのHORIZONとはボディ形状の違うHORIZON-IIIの4つである。発音的には"ホライズン"または"ホライゾン"の呼び方がある。主に使用しているミュージシャンは、SUGIZO（LUNA SEA・X JAPAN）、薫（DIR EN GREY）、麗（the GazettE）など。
FOREST
ESPのエレクトリックベースとして有名なモデル。初期のtetsuya（L'Arc〜en〜Ciel）が使っていたことでよく知られている。4弦モデルに始まり、現在は5弦モデルも発表しているが、かつては6弦仕様のモデルも存在していた。また、このFORESTのギター・バージョンとして、当時はオーダーメイドギターとしてアイジ (PIERROT) がメディアで使用して人気が出たことによる製品化の要望が多数寄せられ、その需要を受けて「FOREST-G」が発売されるもアイジモデルの市販化の伴う事情により、短期間で製造中止となった。しかし、その後ユーザーからの反響に答え、ボディーシェイプをアレンジしてフロイド・ローズを搭載したFOREST-GTや、前作同様のフォルムでノントレモロ仕様のFOREST-Gが発売された。

### 取扱いブランド構成
国外市場では以下のうち、ESP OriginalとLTD, E-IIのみの展開。
ESP
Navigator (ナビゲーター)
フェンダー、ギブソンのトラディショナルモデルのコピー製品のブランド
LTD
国外アーティスト・ヘヴィメタル系のシグネチャーモデルの普及品を中心にした、攻撃的なボディ形状のラインナップのブランド。国外市場でも展開。
E-II
LTDと同様に国外でも展開。LTDとESPの中間ランクという位置付け。
EDWARDS (エドワーズ)
国内アーティストのシグネチャーモデルをはじめ、幅広いラインナップを擁するESPの普及帯のブランド
GrassRoots グラスルーツ
同社の中でも価格帯として最もローレンジに位置するブランド
セイモア・ダンカン
ピックアップメーカーとして知られるセイモア・ダンカンの名を冠した“セイモア・ダンカン”ブランドのギター。かつて日本市場向けのみ生産された。現在は、市場展開していない。
ZEP-II (ゼップ・ツー)
1980年代 - 1990年代初頭にESP /Navigatorの下に展開していたブランド。後にEDWARDSにブランド名を変更し、消滅した。
O.Z.Y
THE ALFEEの高見沢俊彦のプライベートブランド。高ランクのモデルから、コストパフォーマンスモデルまで、幅広く高見沢モデルのギターを取り扱っている。名称は、高見沢の愛称の「王子」から来ている。
Killer Guitars (キラーギターズ)
ラウドネスの高崎晃のギター製作のために設立された別個の法人格（キラーギターズ株式会社）。高崎やヴィジュアル系アーテイスト等のシグネチャーモデルを中心にした別ブランド。

### カスタム・オーダーショップ
東京の御茶ノ水（2店舗）と渋谷、大阪の梅田にはESPのカスタムショップが存在し、オーダーができる。会員であればネックやフレットなどのチェックも無料で行うことができるなど、アフターサービスを行っている。

### Sunset Custom Guitars
1980年代にESPの代表である渋谷尚武がロサンゼルスのハリウッドに創業したショップ向けモデル。22フレットストラトキャスターモデルやJBタイプのベース、Horizon Typeのギターが少数ながら現存している。

## 主なプレーヤー

### アメリカ合衆国
- ジェイムズ・ヘットフィールド（メタリカ）
- カーク・ハメット（メタリカ）
- トム・アラヤ（スレイヤー）
- ジェフ・ハンネマン（スレイヤー）
- ゲイリー・ホルト（エクソダス、スレイヤー）
- リー・アルタス（ヒーゼン、エクソダス）
- ジョージ・リンチ
- スティーヴ・カーン
- デイヴ・セイボ (スキッド・ロウ)
- ステファン・カーペンター（デフトーンズ）
- ウィリー・アドラー（ラム・オブ・ゴッド）
- ウェイン・スタティック（スタティック-X）
- ダン・ジェイコブス（アトレイユ）
- エリック・メルヴィン（NOFX)
- アラン・アッシュビー（オブ・マイス・アンド・メン）
- バリー・スパークス（イングヴェイ・マルムスティーン、マイケル・シェンカー、ブラックモアズ・ナイト、テッド・ニュージェント、ドッケン、B'zなど)

### ヨーロッパ
- チルドレン・オブ・ボドム
  - アレキシ・ライホ
  - ローペ・ラトヴァラ
  - ヘンカ・ブラックスミス
- イェスパー・ストロムブラード（イン・フレイムス）
- ガス・G（ファイアーウインド）
- ロン・ウッド（ローリング・ストーンズ）
- リヒャルト・Z・クルスペ（ラムシュタイン）
- カイ・ハンセン（ガンマ・レイ）
- パッジ（ブレット・フォー・マイ・ヴァレンタイン）
- エンプ・ヴオリネン（ナイトウィッシュ）
- コンスタンティン（ディセンディング）

### 南米
- キコ・ルーレイロ（メガデス）※アングラ時代に使用

### 日本
- THE ALFEE
- Char
- SUGIZO（LUNA SEA/X JAPAN）
- tetsuya（L'Arc〜en〜Ciel）
- Anchang（SEX MACHINEGUNS）
- Aiji
- 横山健/Ken yokoyama（Hi-STANDARD）
- HAWAIIAN6
- MAKOTO(BRAHMAN)
- PANTHER
- 村井研次郎
- 高崎晃（LOUDNESS）
- 櫻田政人
- Syu（Galneryus）
- 大村孝佳
- Dir en grey
- 明希（シド）
- Kagrra,
- the GazettE
- ナイトメア
- 馬場育三（Dragon Ash）
- HIGH and MIGHTY COLOR
- Mana
- 中島卓偉
- D
- 瀬上純（Crush 40）
- 沙我（アリス九號.）
- 9mm Parabellum Bullet
- 飯塚昌明（GRANRODEO）
- YUKI（DUSTAR-3/Acid Black Cherry）
- YOUR SONG IS GOOD
- Versailles
- Leda（DELUHI・UNDIVIDE）
- 匠(sukekiyo)
- misono
- 怜我・イヴ（ViViD）
- 獄
- 本田恭章
- 松澤浩明（MAKE-UP）
- 松本孝弘（B'z）
- 城島茂（TOKIO）
- Mr.Bucket(.Bellino)
- 愛美（声優, Poppin'Party 『BanG Dream!』戸山香澄 役）
- 大塚紗英（声優, Poppin'Party 『BanG Dream!』花園たえ 役）
- 西本りみ（声優, Poppin'Party 『BanG Dream!』牛込りみ 役）
- 工藤晴香（声優, Roselia 『BanG Dream!』氷川紗夜 役）
- 中島由貴（声優, Roselia 『BanG Dream!』今井リサ 役〈二代目〉）
- 凛-Lin-(Lilith (ロックバンド)/Affective Synergy)
- Y.K.C（Coldrain）
- 喜矢武豊 (ゴールデンボンバー)
- 亜太（KNOCK OUT MONKEY）
- shun (THE SHEGLAPES)
- 坂川美女丸 (カブキロックス)

### アジア
- ドリス・イエ（台湾・ソニック）[4]

## 子会社・関連団体

### 日本
- 学校法人イーエスピー学園
- ESPミュージックスクール
- ESPギタークラフトアカデミー
- UTBアカデミー・ジャパン
- 専門学校ミュージシャンズ・インスティテュート東京
- ジャパン・エンターテインメント・アカデミー
- トライスクル
- BIG BOSS

### アメリカ合衆国
- The ESP Guitar Company (アメリカ支社)
- シェクター
- ミュージシャンズ・インスティチュート
- LA Music Academy
- シアター・オブ・アーツ
- エレガンス・インターナショナル
- International Dance Academy Hollywood
- ユナイテッド・テレビジョン・ブロードキャスティング・システム